# غاري كروفورد (سياسي)
غاري كروفورد (بالإنجليزية: Gary Crawford)‏ هو رسام وسياسي كندي، ولد في 15 يوليو 1960 في هاليفاكس في كندا. انتخب member of the Toronto City Council ‏ عن دائرة Ward 36 Scarborough Southwest ‏ خلال فترته النيابية ‏.